# Leucospis aruina
Leucospis aruina är en stekelart som beskrevs av Walker 1862. Leucospis aruina ingår i släktet Leucospis och familjen Leucospidae. Inga underarter finns listade i Catalogue of Life.